# 天王星氣候

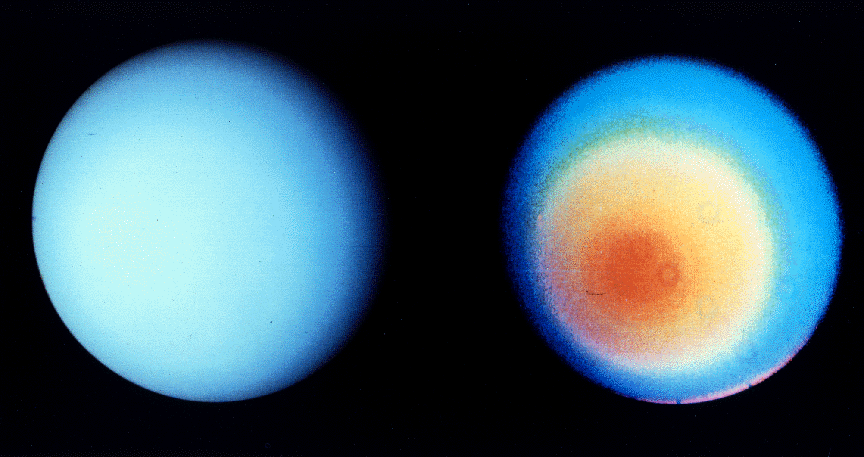
近乎天然顏色（左）和在長波下（右）的天王星南半球，顯示出航海家2號在大氣層中看見的微弱雲帶和羽冠

相對於其它的氣體行星，即使與相似的海王星比較，天王星的大氣異常地平靜。其中兩個主要原因是內熱的缺乏（限制了大氣活動），和軌道傾斜。
航海家2號在1986年飛掠過天王星時，共觀察到了10個橫跨過整個行星的雲帶特徵。有人提出解釋，認為這些雲帶缺乏特徵是因為天王星的熱流低落，也就是說其內熱明顯低於其他巨大行星。以鄰近天王星的海王星為對象來比較，兩者大小和結構類似，常被視為孿生星。海王星輻射至太空中的能量是接受自太陽的2.61倍，天王星卻幾乎沒有多餘的熱量釋放出來，其在遠紅外線（即熱量）部分的光譜輻射的總能量，僅有它從大氣層吸收的太陽能量的1.06 ± 0.08倍。事實上，天王星的熱流只有0.042 ± 0.047 瓦/米²，比地球的內熱0.075 瓦/米²還要低。在天王星記錄到的最低溫度是49 K，比海王星還要冷，使天王星成為太陽系溫度最低的行星。
目前科學家還不清楚天王星內部極度低溫的確切原因。一種假說認為這種誤差肇因於天王星曾被超大質量的天體“敲擊”過，導致它的自轉軸極度傾斜，並造成大多數原始熱量流失，留下熱量已經耗盡的核心。另一種假說認為有某種障礙物存在於上層，阻止了核心的熱能傳導至天王星表面。例如發生在不同結構層次間的對流，可能阻擋了熱傳導的向上傳送。

## 帶狀結構、風和雲

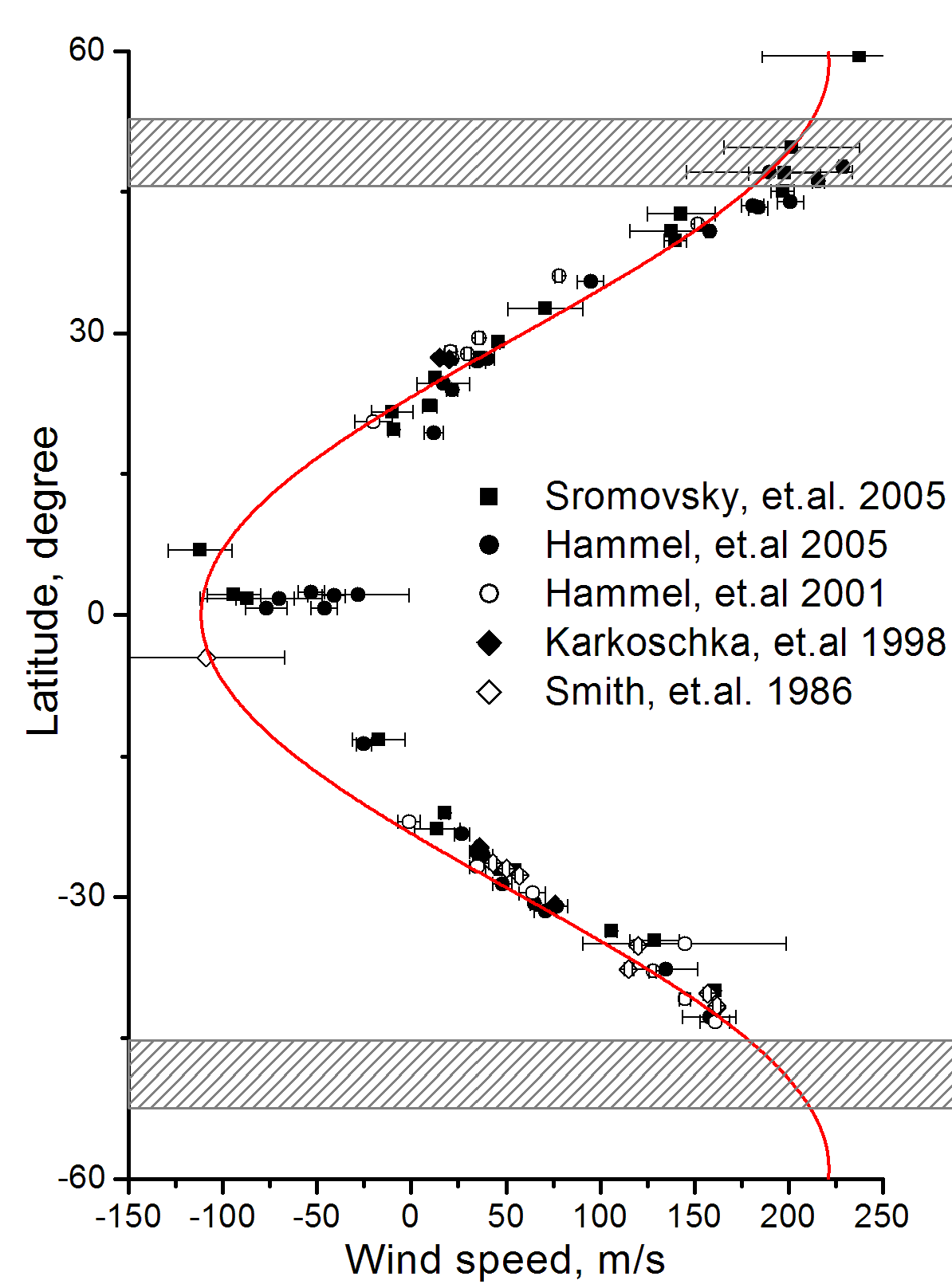
天王星帶狀風的速度。陰影區顯示南半球的"衣領"區和在北半球的對照區。紅色的曲線是對稱且與數據吻合的

在1986年，航海家2號發現可見的天王星南半球可被細分成兩個區域：明亮的極區和暗淡的赤道帶狀區（參考右圖）。這兩區的分界大約在緯度−45°的附近。一條跨越在−45°至−50°之間的狹窄帶狀物是在行星表面上能夠看見的最亮的大特徵，被稱為南半球的"衣領"。極冠和衣領被認為是甲烷雲密集的區域，位置在大氣壓力1.3至2 帕的高度。（參考下文）很不幸的是，航海家2號抵達時正是盛夏，而且觀察不到北半球的部份。不過，從21世紀開始之際，北半球的"衣領"和極區就可以被哈伯太空望遠鏡和凱克望遠鏡觀測到。根據觀測結果，天王星看起來是不對稱的：靠近南極的區域是明亮的，而從南半球的"衣領"以北都處於黑暗中。關於這顆行星季節變化的細節，會在稍後詳細討論。天王星可以觀察到的緯度結構和木星與土星是不同的，他們展現出許多條狹窄但色彩豐富的帶狀結構。
除了大規模的帶狀結構，航海家2號觀察到了10朵小塊的亮雲，多數都躺在"衣領"的北方數度。在1986年看到的天王星，在"衣領"以外的區域都像是毫無生氣的死寂行星。但是，在1990年代的觀測結果中，亮雲彩特徵的數量有著明顯的增長，它們多數都出現在北半球並逐漸成為可被觀測的區域。一般的解釋認為是明亮的雲彩在行星黑暗的部份比較容易被分辨出來，而在南半球則被明亮的"衣領"掩蓋掉了。然而，兩個半球的雲彩是有區別的，北半球的雲彩較小、較鮮艷也較明亮，它們看上去都躺在較高的高度，但直到2004年(參見下文)使用2.2 微米在南極觀測不到雲層之後，這些才被認為是事實。2.2 微米是對甲烷吸收帶敏感的波段，當時對北半球的雲彩都曾經規律的使用這種波段來觀察。雲彩的生命期有幾個不同的數量級，小的只有數小時，而從航海家飛掠過迄今，南半球至少有一個雲彩還存在。最近的觀測也發現，雖然天王星的氣候較為平靜，但天王星的雲彩在許多地方與海王星的相似。但在2006年第一次觀測到天王星的大暗斑之前，在海王星上很普遍的大黑斑，卻從未在天王星上被觀測到。

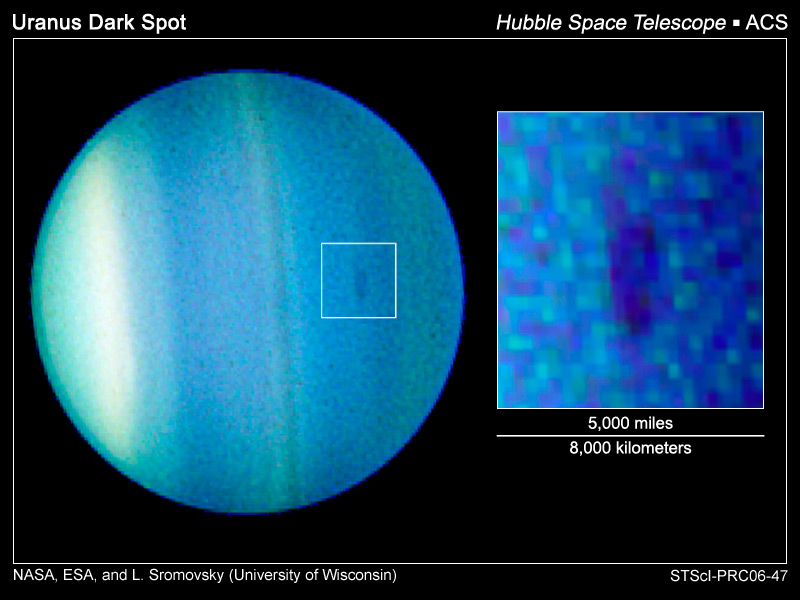
在天王星觀測到的第一個大暗斑。影像是哈伯太空望遠鏡的先進巡天照相機在2006年拍攝的

追蹤許多有特別形狀的雲彩，可以測量天王星對流層之上吹的帶狀風。在赤道的風是逆行的，這意味著它們吹送的方向與星球自轉的方向相反，它們的速度在−100至−50 米/秒。風速隨著遠離赤道的距離而減弱，大約在緯度±20°靜止下來，這裡也是對流層溫度最低之處。再往極區移動，風向也轉成與行星自轉的方向一致，風速則持續增加，在緯度±60°處達到最大值，然後下降至極區減弱為0。在緯度−40°附近，風速的範圍在150到200 米/秒，因為"衣領"蓋過了所有平行的雲彩，無法測量從"衣領"到南極之間的風速。與北半球對照，風速在緯度+50°達到最大值，速度高達240 米/秒。這些數據有時會被誤判北半球的風速比較快，事實上，在天王星的北半球風速是隨著緯度一度一度的在緩緩遞減，特別是在中緯度的±20°至 ±40°的緯度上。從1986年迄今，目前還無法認定天王星的風速是否發生了改變，並且對非常慢的經向風更是毫無所知。

## 季節變化

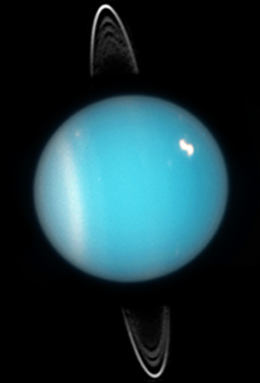
2005年的天王星。可以看見環、南半球的"衣領"和北半球明亮的雲彩

2004年秋天，天王星的大氣層上出現了大量的雲塊，與海王星上相似。觀察到破紀錄的824 公里/小時（229米/秒）的風速和持續可以媲美“7月4日煙火”的雷爆。在2006年8月23日，位于科羅拉多州Boulder的太空科學學院和威斯康辛大學觀測到一個天王星的大暗斑，讓天文學家觀察到天王星更多的活動。對於這次活動高峰突然出現的原因暫未明瞭，但它顯示在自轉軸極端傾斜的天王星上，天氣有著季節性的極端變化。 
要確認天王星季節變化的本質是有困難的，因為關於天王星大氣的數據仍然不足涵蓋84年，或說是一個天王星年。雖然已經有了一定數量的發現，在累積了半個天王星年（起自1950年代）的光度觀測已經顯示在兩個譜帶上的光度變化規則：在至點時最亮，而在分點時最暗。從1960年開始，深入對流層內部的微波觀測，也得到相似的週期變化，最大值也在至點。從1970年代開始對平流層進行的溫度測量也顯示最大值出現在1986年的至點附近。 

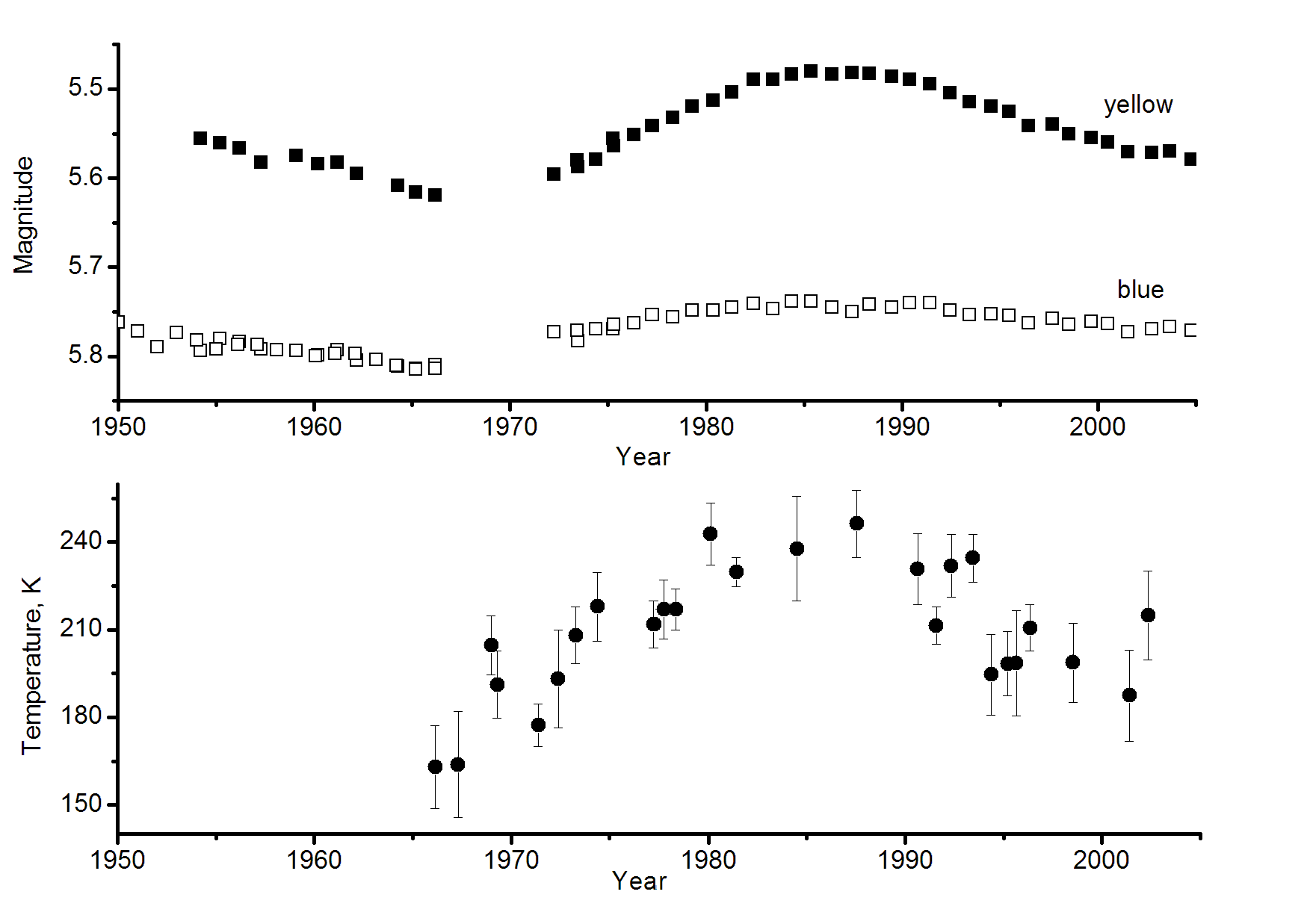
天王星在兩條譜帶上的可見星等（上圖）調整距離和微波的有效溫度（下圖） 藍帶以470奈米為中心，黃帶以550奈米為中心

多數的變化相信與可觀察到的幾何變化相關，天王星是一個扁圓球體，造成從地理上的極點方向可以看見的區域變得較大，這可以解釋在至日的時候亮度較亮的部分原因；天王星的反照率在子午圈的附近也比較強（見上述）。實際上，天王星的南極區比赤道帶明亮。另一方面，微波部分的光譜觀測也顯示兩極地區比較明亮，同時也知道在極區的平流層比赤道冷。所以季節的變化可能是這樣發生的：極區，在可見光和微波的光譜下都是明亮的，而至點的到達使行星更加明亮；黑暗的赤道區是分點時看見的主要部份，造成行星較為黯淡。另外，在至點的探測遮蔽了較熱的赤道同溫層。

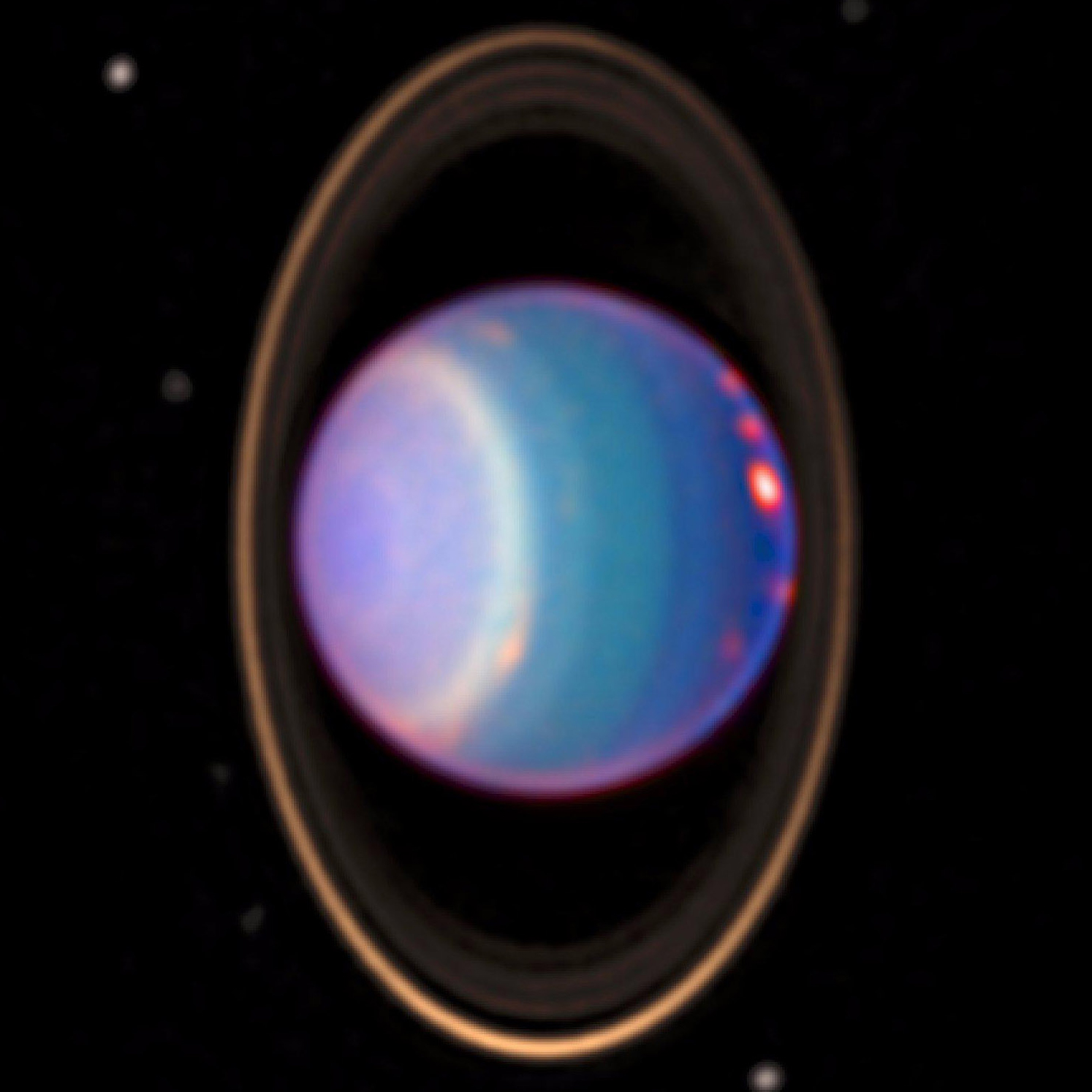
哈伯太空望遠鏡的影像顯示出北半球的雲彩

然而還有一些理由相信天王星有季節性的物理變化發生。當行星的南極區明亮時，北極區會相當的昏暗，這與前述的一些簡化的季節變化模式是不相符的。在早先北半球位在至點的1944年，天王星出現光度升高的現象，被認為北半球不總是昏暗的。這個訊息暗示可見的極區在至點之前的一段時間會變亮，在分點之後會變暗。詳細的分析可見光和微波的數據，顯示在至點附近週期性的光度變化不是完全對稱的，這也顯示子午圈反照率變化的模式。另外，一些微波的數據在1986年的至點之後，極區-赤道的對比增強了，最後在1990年代，在天王星離開至點的時期，哈伯太空望遠鏡和地基的望遠鏡顯示南極冠出現可被察覺的變暗（南半球的"衣領"除外，它依然明亮），同時北半球的活動也被證實增強了，像是雲彩的形成和風的增強，都支持北半球很快就會增亮的預測。較亮的極點和南半球−45°明亮的"衣領"，被期待即將在天王星的北半球出現。 
對於此一物理變化的機制，目前還不是很清楚。在接近夏天和冬天的至點，天王星的一個半球沐浴在陽光之下，另一個半球則對向幽暗的深空。在陽光下被照亮的半球，被認為會因為局部的甲烷雲和陰霾增厚的結果形成對流層。在緯度−45°的明亮"衣領"也與甲烷雲有所關聯。在南半球極區的其他變化，也可以用低層雲的變化來解釋。來自天王星微波發射上的變化，或許是在對流層深處的循環變化所造成，因為厚實的極區雲彩和陰霾可能會阻礙對流。現在，天王星春天和秋天的分點即將來臨，動力學上的改變和對流可能會再次發生。。